# Apeadero de Lobazes
El Apeadero de Lobazes fue una estación ferroviaria del Ramal da Lousã, que servía a la localidad de Lobazes, en el Distrito de Coímbra, en Portugal.

## Historia

### Apertura al servicio
Este apeadero se encontraba en el tramo entre las Estaciones de Coímbra y Lousã del Ramal da Lousã, que abrió a la explotación el 16 de diciembre de 1906, por la Compañía Real de los Caminhos de Ferro Portugueses.

### sigloXXI
En febrero de 2009, la circulación en el Ramal da Lousã fue temporalmente suspendido para la realización de obras, siendo los servicios sido sustituidos por autobuses.
El 4 de enero de 2010, el tramo entre el Apeadero de Coímbra-Parque y la Estación de Miranda do Corvo fue cerrado, para la reconversión del sistema ferroviario en un metro de superficie; durante el proceso, fue instituido un servicio de transporte de sustitución.